# Spiradiclis loana
Spiradiclis loana är en måreväxtart som beskrevs av R.J.Wang. Spiradiclis loana ingår i släktet Spiradiclis och familjen måreväxter. Inga underarter finns listade i Catalogue of Life.